# Barlow, Derbyshire
Barlow är en ort och civil parish i Storbritannien.   Den ligger i distriktet North East Derbyshire i grevskapet Derbyshire i riksdelen England, i den södra delen av landet, 210 km norr om huvudstaden London. Barlow ligger 138 meter över havet och antalet invånare är 884.
Terrängen runt Barlow är platt åt nordost, men åt sydväst är den kuperad. Runt Barlow är det mycket tätbefolkat, med 1 266 invånare per kvadratkilometer. Närmaste större samhälle är Sheffield, 13,0 km norr om Barlow. Trakten runt Barlow består i huvudsak av gräsmarker.